# Convento de San Francisco (Vitoria)
El convento de San Francisco de Vitoria fue un convento de estilo gótico fundado en 1214 por San Francisco de Asís. Durante los siete siglos de su existencia jugó un papel muy importante en la vida religiosa y política de la ciudad, y fue también cabeza de custodia de un conjunto de conventos que cubrían un amplio territorio. Fue demolido en 1930, cuando estaba en proceso de ser protegido mediante su inclusión en el Tesoro Artístico Nacional, debido a intereses relacionados con la especulación inmobiliaria.

## Historia
Aunque no existe constancia documental, la tradición insiste en que el convento fue fundado en 1214 por San Francisco de Asís quien, en alguna de sus peregrinaciones por la península ibérica habría ordenado la construcción de un pequeño cenobio. El primer dato documental fehaciente sobre su existencia se fecha sin embargo dos décadas más tarde, concretamente en el año 1236.
Esta modesta construcción inicial fue objeto de diversas ampliaciones a lo largo del tiempo, hasta alcanzar su apogeo durante el siglo XVIII.
En el siglo XIX se inicia la decadencia del convento, tras ser objeto de diversas ocupaciones militares. La primera de ellas, con carácter transitorio, estuvo motivada por la Guerra de la Independencia Española. En 1833 el convento fue nuevamente ocupado con fines militares durante la primera guerra carlista, y en su apresurada evacuación se produjo la pérdida de buena parte del patrimonio conservado en el convento..
En 1845 el convento pasó a ser propiedad del Estado y sus dependencias pasaron a usarse como cuarteles y cuadras. A principios del siglo XX, a la vista de su mal estado de conservación, el Ministerio de la Guerra planteó al ayuntamiento la cesión del Convento de San Francisco, junto con el de Santo Domingo, a cambio de la construcción de dos nuevos cuarteles.
Tras más de dos décadas de negociaciones, en 1927 el convento pasó a ser propiedad municipal e inmediatamente el alcalde propuso su total derribo, a pesar de las campañas en pro de su conservación y de que el año anterior ya se había solicitado al estado su inclusión en el Tesoro Artístico Nacional.
A pesar de su valor histórico y artístico, el monumento fue derribado finalmente en 1930 con la finalidad de construir en el solar dos edificios de viviendas.

## Arqueología

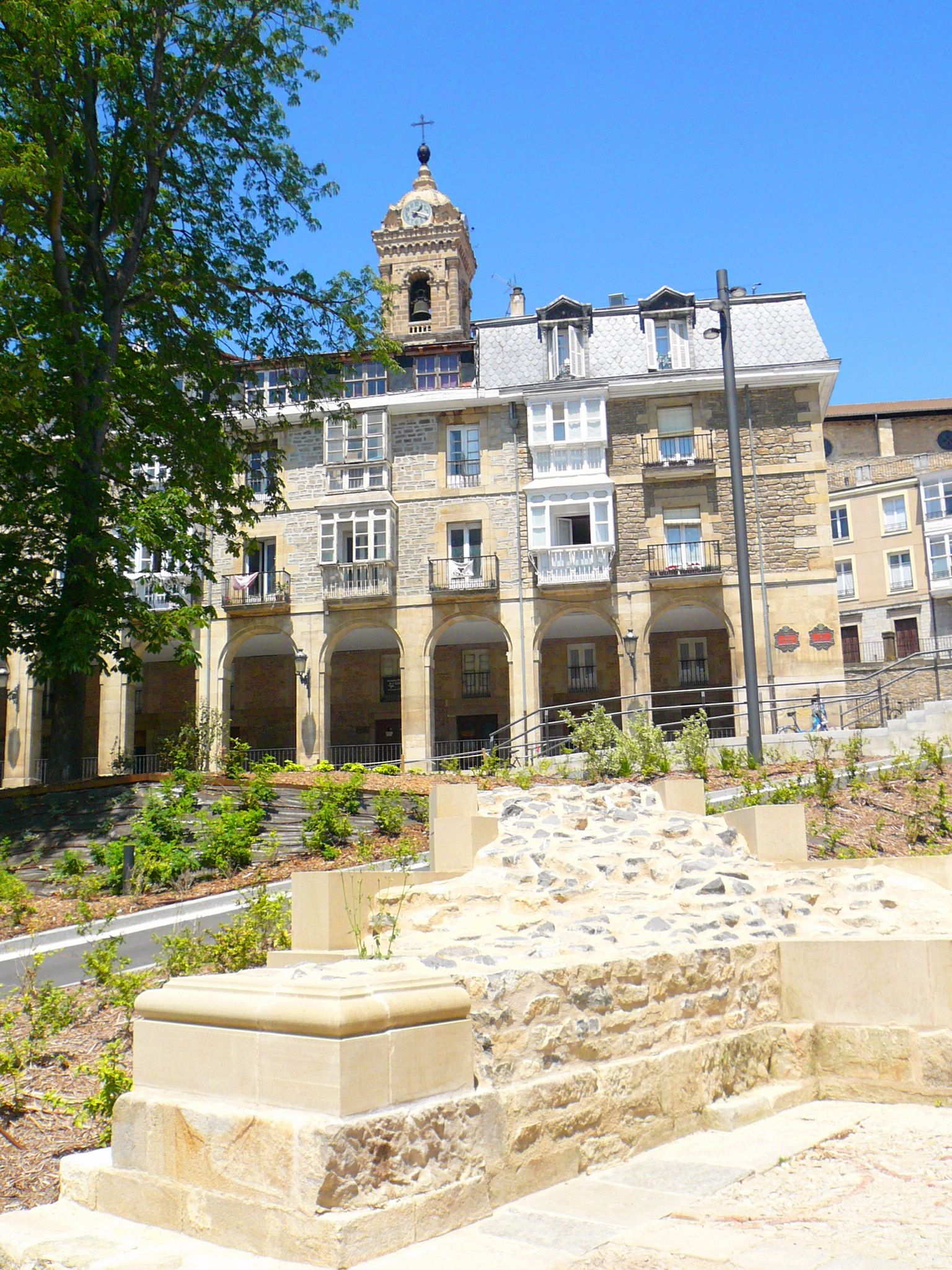
Resto del desaparecido Convento de San Francisco en la Calle Estatuto de Gernika de Vitoria

A pesar del derribo, algunos restos del convento aún siguen en pie, si bien se encuentran en un patio interior, inaccesible para el público en general. Dichos restos se corresponden fundamentalmente con una parte de la capilla Mayor y con lo que eran las capillas de Santiago, de Santa Catalina y de la Magdalena.
Los primeros hallazgos arqueológicos en el área que ocupaba el convento se produjeron en el año 2005. Fue con motivo de la construcción de un aparcamiento subterráneo en la vecina Calle Olaguibel que aparecieron los restos de un par de esqueletos, probablemente dos personas enterradas en el claustro.
Los descubrimientos arqueológicos fueron mucho más relevantes en 2019. Este año, con motivo de la reurbanización de la zona inmediata a la Cuesta de San Francisco, fueron hallados los restos del antiguo pórtico (con sus suelos de canto rodado y ladrillo), así como un nutrido conjunto de enterramientos pertenecientes al parecer a dos cementerios fechables en los siglos XIII y XIV.
En el año 2021 tuvieron lugar nuevos trabajos arqueológicos en ese patio interior inaccesible donde aún se conservan restos del convento.

### Capilla Mayor de las mujeres
Cuatro tumbas de mujeres presidían la capilla Mayor del Convento de San Francisco: Berenguela López de Haro (1220-1296), promotora de la construcción del convento, Isabel Téllez de Castilla (†1401), Leonor de Guzmán (†1448), María Hurtado de Mendoza (1390 ca.-1472). Este hecho resulta llamativo (sobre todo tratándose de un convento masculino) y parece indicar que, con sus tumbas allí, aquellas mujeres, no sólo buscaban la reafirmación del linaje que compartían, sino también la reivindicación del papel de sus mujeres dentro del linaje.